# Harrison Lake
Der Harrison Lake ist der größte See in den südlichen Coast Mountains der kanadischen Provinz British Columbia.

## Lage
Seine Fläche beträgt 218 km², er ist 60 km lang und maximal neun Kilometer breit. Den Hauptzufluss bildet der Lillooet River, an der Eintrittsstelle bildet der See eine Bucht namens Little Harrison Lake. An deren Ufer stand einmal Port Douglas, eine der wichtigsten Geisterstädte British Columbias, an die heute nur noch der Name erinnert. Dieser ist auf die kleine Ansiedlung von Indianern vom Stamme der In-SHUCK-ch übergegangen, die sich heute am Nordende des Sees befindet. In deren Sprache lautet der Name allerdings Xa'xtsa.
Das südliche Ende des Sees, an dem Harrison Hot Springs gelegen ist, liegt etwa 95 km östlich von Downtown Vancouver. Östlich des Sees liegen die Lillooet Ranges, westlich die Douglas Ranges. Sein Tal ist das letzte und größte einer Kette großer, in Nord-Süd-Richtung verlaufender Gletschertäler, in denen nördliche Nebenflüsse des Fraser Rivers verlaufen. 
In der Umgebung des Sees entspringen zahlreiche heiße Quellen, außer in Harrison Hot Springs beispielsweise auch in Twenty Mile Bay und Port Douglas.
Ungefähr in der Mitte der östlichen Ufers erstreckt sich das Tal des Silver River, gegenüber am Westufer liegt Twenty-Mile Bay. Zwischen beiden befindet sich das nördliche Ende einer der längsten und größten Inseln des Sees, die passenderweise Long Island heißt und 9,5 km lang sowie 2,6 km breit ist. Die zweitgrößte Insel namens Echo Island befindet sich unmittelbar östlich der bewaldeten Schlucht des Harrison River und misst 4 × 2,2 km. Der Abfluss des Sees, der Harrison River, mündet nahe Chehalis in den Fraser.
Der See spielte als Teil der Douglas Road eine wichtige Rolle für den Zugang zu den Goldfeldern am Oberlauf des Fraser während des Fraser-Canyon-Goldrauschs der Jahre 1858 bis 1860.